# 1903年9月21日日食
1903年9月21日日食是一次日全食，發生於1903年9月21日。新月當天（即朔日），地球上觀測到月球和太阳的角距離極小，此時月球如果恰好在月球交點附近，穿過太阳和地球之間，與地球、太阳接近一直線，則會出現日食。月球本影接觸地表而使該區域完全得不到陽光，就會形成日全食，同時在本影兩側數千公里的半影範圍內遮擋部分陽光，形成日偏食。此次日全食經過了南极洲威爾克斯地和維多利亞地，日偏食則覆蓋了南极洲的一部分、非洲東南部、澳大利亚南部、新西兰中南部。

## 日食概況

### 出現區域
印度洋西南部愛德華王子群島以西約470公里的洋面在日出時最先看到日全食。隨後月球本影向東南移動，在赫德島和麥克唐納群島東南約580公里的洋面達到最大食分。此後本影又向東南斜貫南极洲威爾克斯地東北部和維多利亞地，在日落時分結束於維多利亞地海岸以東約190公里的羅斯海海面。
除了狹窄的全食帶內能看見日全食之外，月球半影覆蓋範圍內都能看到日偏食，包括非洲東南部、澳大利亚南部、新西兰中南部、印度洋中南部諸島嶼，及南极洲靠近印度洋的約一半。

### 基本參數
- 類型：日全食
- 食甚中心處（位於赫德島和麥克唐納群島東南約580公里的南印度洋）資料：
  - 時間：1903年9月21日4:39:49.7
  - 地點：57°58.9′S 77°14.9′E / 57.9817°S 77.2483°E
  - 食分：1.0316（全食帶內最大）
  - 日全食持續時間：2分11.9秒

## 相關的日食

### 1902-1906年的日食
月球交替位於相對的月球交點時，以半個交點年（食年），即約177天又4小時間隔出現下列日食。
註：1902年5月7日和1902年10月31日的日偏食屬於上一組交點年系列。1906年7月21日的日偏食屬於下一組交點年系列。
| 降交點   | 降交點                   |          | 升交點                   | 升交點 |
| 沙羅周期 | 地圖                     | 沙羅周期 | 地圖                     |        |
| 108      | 1902年4月8日 偏食（北）  |          |                          |        |
| 118      | 1903年3月29日 環食       | 123      | 1903年9月21日 全食       |        |
| 128      | 1904年3月17日 環食       | 133      | 1904年9月9日 全食        |        |
| 138      | 1905年3月6日 環食        | 143      | 1905年8月30日 全食       |        |
| 148      | 1906年2月23日 偏食（南） | 153      | 1906年8月20日 偏食（北） |        |

### 沙羅周期
沙羅周期長度為18年11天。本次日食屬於沙羅周期123，共包含70次日食，依次為1074年4月29日至1164年6月21日的6次日偏食、1182年7月2日至1651年4月19日27次日環食、1669年4月30日至1705年5月22日的3次全環食（亦稱混合食）、1723年6月3日至1957年10月23日的14次日全食、1975年11月3日至2318年5月31日的20次日偏食，總共歷時1244.08年。其中最長的全食發生於1813年7月27日，共持續了3分27秒。
下表列舉了1901年至2100年間發生的屬於該周期的日食，是第47至57次：
| 47             | 48            | 49             |
| -------------- | ------------- | -------------- |
| 1903年9月21日  | 1921年10月1日 | 1939年10月12日 |
| 50             | 51            | 52             |
| 1957年10月23日 | 1975年11月3日 | 1993年11月13日 |
| 53             | 54            | 55             |
| 2011年11月25日 | 2029年12月5日 | 2047年12月16日 |
| 56             | 57            |                |
| 2065年12月27日 | 2084年1月7日  |                |

## 資料來源
1. ↑  樊忠玉. . 中国天文科普网.   [2016-04-02]. （原始内容存档于2014-09-17）.
2. 1 2  Fred Espenak. . NASA Eclipse Web Site.   [2016-04-02]. （原始内容存档于2020-10-20）.（英文）
3. ↑  Fred Espenak. . NASA Eclipse Web Site.   [2016-04-02]. （原始内容存档于2020-10-23）.（英文）
4. ↑  Xavier M. Jubier. .   [2016-04-02]. （原始内容存档于2017-03-27）.（法文）（英文）
5. ↑  Fred Espenak. . NASA Eclipse Web Site.   [2016-04-02]. （原始内容存档于2017-12-28）.（英文）
6. ↑  Fred Espenak. . NASA Eclipse Web Site.（英文）

## 外部連結
- NASA日食專頁（页面存档备份，存于）（英文）
- 可見區域圖和時間統計：由弗雷德·埃斯佩纳克做出的日食預報，NASA/GSFC
  - Google互動地圖呈現的日食範圍
  - 貝塞爾元素
- Google地圖顯示的日全食和日偏食範圍（页面存档备份，存于）（法文）（英文）

| \| \| 日食 \|                             |                              |                                           |
| 上一次日食： 1903年3月29日日食 （日環食） | 1903年9月21日日食 （日全食） | 下一次日食： 1904年3月17日日食 （日環食） |
| 上一次日全食： 1901年5月18日日食          | 1903年9月21日日食 （日全食） | 下一次日全食： 1904年9月9日日食           |
|                                           | 日食                         |                                           |